# Wężówko
Wężówko (deutsch Wensowken, 1938 bis 1945 Wensen) ist ein Dorf in der polnischen Woiwodschaft Ermland-Masuren. Es gehört zur Landgemeinde Budry (Buddern) im Powiat Węgorzewski (Kreis Angerburg).

## Geographische Lage
Wężówko liegt am Westufer der Angerapp (polnisch Węgorapa) im Nordosten der Woiwodschaft Ermland-Masuren. Die Kreisstadt Węgorzewo (Angerburg) liegt neun Kilometer südlich.

## Geschichte
Das seinerzeit Wensoewrzen und bis 1938 Wensowken genannte Dorf wurde im Jahre 1569 gegründet. 800 Meter südwestlich des Ortes befand sich ein Gut.
Zwischen 1874 und 1945 war Wensowken in den Amtsbezirk Olschöwen (polnisch Olszewo Węgorzewskie) eingegliedert, der – 1939 in „Amtsbezirk Kanitz“ umbenannt – zum Kreis Angerburg im Regierungsbezirk Gumbinnen der preußischen Provinz Ostpreußen gehörte.
189 Einwohner waren im Jahre 1910 in Wensowken gemeldet. Ihre Zahl betrug 192 im Jahre 1925, stieg bis 1933 auf 207 und belief sich 1939 noch auf 240. Am 3. Juni (offiziell bestätigt am 16. Juli) des Jahres 1938 erhielt Wensowken aus politisch-ideologischen Gründen der Abkehr von fremdländisch klingenden Ortsnamen die Umbenennung in „Wensen“.
Diese Umbenennung war nicht von langer Dauer. Als der Ort 1945 in Kriegsfolge mit dem gesamten südlichen Ostpreußen zu Polen kam, erhielt es die polnische Ortsbezeichnung „Wężówko“. Heute ist das Dorf Sitz eines Schulzenamtes (polnisch sołectwo) und eine Ortschaft im Verbund der Landgemeinde Budry (Buddern) im Powiat Węgorzewski (Kreis Angerburg), vor 1998 der Woiwodschaft Suwałki, seither der Woiwodschaft Ermland-Masuren zugehörig.

## Kirche
Wensowken resp. Wensen war bis 1945 sowohl in die evangelische Kirche Olschöwen in der Kirchenprovinz Ostpreußen der Kirche der Altpreußischen Union als auch in die katholische Kirche Zum Guten Hirten Angerburg im Bistum Ermland eingepfarrt.
Heute gehört Wężówko zur katholischen Pfarrei Olszewo Węgorzewskie im Bistum Ełk (Lyck) der Römisch-katholischen Kirche in Polen und zur evangelischen Kirchengemeinde in Węgorzewo (Angerburg), einer Filialgemeinde der Pfarrei Giżycko (Lötzen) in der Diözese Masuren der Evangelisch-Augsburgischen Kirche in Polen.

## Aus dem Ort gebürtig
- Ernst Neumann (* 13. Juli 1888 in Wensowken; † 19. Mai 1955 in Bad Segeberg), deutscher Tierarzt, SS-Führer und Politiker

## Verkehr
Wężówko liegt ein wenig abseits vom Verkehrsgeschehen östlich der polnischen Landesstraße DK 63 (einstige deutsche Reichsstraße 131) und ist über Nebenstraßen erreichbar, von denen eine Pawłowo (Paulswalde) mit Wężówko verbindet und weiter bis ins polnisch-russische Hrenzgebiet bei Góry (Gurren) führt. Zwischen 1914 und 1945 bestand Bahnanschluss über die Station Olschöwen (1938 bis 1945 Kanitz) an der Bahnstrecke Angerburg–Gumbinnen, die aber kriegsbedingt und aufgrund der Ziehung der Grenze zwischen Polen und Russland stillgelegt und teilweise demontiert worden ist.